# Southern Ute (Colorado)
Southern Ute es un lugar designado por el censo del condado de La Plata, Colorado, Estados Unidos. Según el censo de 2020, tiene una población de 158 habitantes.
En los Estados Unidos, un lugar designado por el censo (traducción literal de la frase en inglés census-designated place, CDP) es una concentración de población identificada por la Oficina del Censo exclusivamente para fines estadísticos.
Es parte de la reserva india homónima y depende a todos los efectos prácticos de la localidad de Ignacio, el principal poblado de la comunidad.

## Geografía
Está ubicado en las coordenadas 37°4′30″N 107°35′36″O / 37.07500, -107.59333. Según la Oficina del Censo, tiene una superficie de 41.33 km², correspondientes en su totalidad a tierra firme.

## Demografía
Según el censo de 2020, hay 158 personas residiendo en la zona. La densidad de población es de 3.8 hab./km². El 44.94% de los habitantes son blancos, el 37.34% son amerindios, el 3.80% son de otras razas y el 13.92% son de una mezcla de razas. Del total de la población, el 17.09% son hispanos o latinos de cualquier raza.